# Cis marquesanus
Cis marquesanus is een keversoort uit de familie houtzwamkevers (Ciidae). De wetenschappelijke naam van de soort werd in 1927 gepubliceerd door Kenneth Gloyne Blair.